# 云南粘木
云南粘木（学名：Ixonanthes cochinchinensis）为古柯科粘木属下的一个种。